# Equipe kuwaitiana na Copa Davis
A equipe kuwaitiana na Copa Davis representa o Kuwait na Copa Davis, principal competição de tênis masculina por equipes do mundo. É administrada pela Kuwait Tennis Federation.